# Cyperus altochrysocephalus
Cyperus altochrysocephalus är en halvgräsart som beskrevs av Kaare Arnstein Lye. Cyperus altochrysocephalus ingår i släktet papyrusar, och familjen halvgräs.
Artens utbredningsområde är Zambia. Inga underarter finns listade i Catalogue of Life.